# 門寛子
門 寛子（かど ひろこ、1980年6月11日 - ）は、日本の元経済産業官僚。自由民主党所属。

## 人物
東京都杉並区出身。田中良元杉並区長の父が経営していた東杏田中クリニック（現在は閉院）にて生まれる。
井荻聖母幼稚園、聖心女子学院初等科・中等科・高等科、東京大学法学部卒業。
2004年経済産業省入省。資源エネルギー庁資源燃料部政策課配属。資源・エネルギー政策（化石燃料・鉱物資源）に従事した後、通商政策局通商機構部において、WTOドーハラウンドの交渉を担当した。2008年コロンビア大学ロースクールに留学、同大学ビジネススクール客員研究員にも就任。
帰国後、日EU・EPA・TPP 等の通商政策、COP20地球温暖化交渉、水インフラ輸出、日EU・EPA交渉及び日EU十分性認定に向けた協議等、国際交渉担当を歴任。
2019年以降、通商戦略室においてサプライチェーン協力、デジタルルール等新たな通商アジェンダの具現化を推進。同年７月１日に発足したビジネス・人権政策調整室において室長も務め、省内全体の関連政策を統括する。
2021年11月10日に中谷元内閣総理大臣補佐官付（国際人権問題担当）となる。人権デューディリジェンスの企業向けガイドラインの策定や、ウクライナからの難民の受入・支援の拡充、技能実習生の待遇改善などの政策を立案。
2023年7月に経済産業省を辞職。同19日、自由民主党東京都第八選挙区支部長に公募選出されたのが発表される。
2024年10月第50回衆議院議員総選挙に東京8区より自由民主党の推薦を受け出馬し落選、惜敗率も不十分で比例復活もならなかった。

## 政策
2024年時点で以下の立場を取る。
マイナ保険証で保険証廃止、 防衛力強化5年間で43兆円、憲法の緊急事態条項改正について賛成。
政策活動費廃止、大企業・富裕層への課税強化、 高校無償化の所得制限撤廃、防衛増税、女性天皇、選択的夫婦別姓、同性婚、クォーター制について無回答。
「企業・団体献金」の禁止、 政策活動費廃止、について反対。